# Morgause
Pour les articles homonymes, voir Anna.
Dans la légende arthurienne, Morgause ou Anna, reine d'Orcanie et fille d'Ygerne, est présentée comme la sœur de la Fée Morgane, ou comme la sœur du roi Arthur, cumulant parfois les deux statuts. Elle porte parfois le nom de Morcadès.

## La légende
C'est Geoffroy de Monmouth qui, le premier, introduit le personnage d'Anna dans l'Historia Regum Britanniae. Dans son récit, elle est la fille légitime d'Uther Pendragon et la sœur d'Arthur. Le roi Uther la donne en mariage à son vassal le roi Lot d'Orcanie en récompense de ses prouesses au combat. Dans le roman de Brut, Wace précise qu'Arthur est l'aîné. Toujours dans l'œuvre de Geoffroy de Monmouth, il est dit que le roi Hoël, de Bretagne armoricaine, est le fils de la « sœur d'Arthur » (Anna ?) et de Budic roi des « Bretons armoricains ».
Dans Merlin, Robert de Boron rapporte que la fille aînée du duc de Tintagel, dont le prénom n'est pas mentionné, est mariée au roi Loth en réparation du préjudice causé par Uther Pendragon à sa famille, tandis que sa sœur Morgane épouse le roi Neutres de Garlot. De l'union d'Anna et du roi Loth naquirent Mordred, Gauvain, Garehet et Gaheriet. D'autres auteurs ajoutent Agravain à la liste de cette progéniture.
Chrétien de Troyes lui attribue en plus une fille qui a pour nom Clarissant dans Perceval ou le Conte du Graal.
Certaines traditions font de Mordred le fils incestueux d'Arthur et Morgause. Assoiffée de pouvoir, celle-ci va élever son enfant dans la haine de son père.
Selon d'autres sources encore, les personnages de Morgause et de Morgane ne font qu'un.
Dans Le Morte d'Arthur de l'écrivain anglais Thomas Malory, Gareth (Gaheriet), trouvant sa mère Morgause au lit avec Lamorak de Galles, les tuera tous les deux.

## Adaptations modernes
Dans la série comique Kaamelott, Anna est l'aînée et la fille du duc de Gorlais. Elle déteste Arthur car celui-ci est le fils de Pendragon, qui a tué Gorlais. Elle traite son frère de bâtard et essayera même de le tuer dans le livre V mais elle est stoppée par Guenièvre.
Dans Les Dames du lac de Marion Zimmer Bradley, Morgause est la tante de Morgane, la sœur cadette d'Ygerne et de Viviane et la femme du roi Lot. Elle élève Mordred (qui est fils de Morgane et d'Arthur). C'est une femme rusée qui veut s'emparer du pouvoir.
Morgause apparait dans plusieurs films et séries sur la légende arthurienne dont :
- Les Brumes d'Avalon de Uli Edel (2001), adapté du roman de Marion Zimmer Bradley.
- Kaamelott (2005)
- Merlin (2008), où elle est la demi-sœur de Morgane mais n’a pas de lien de parenté avec Arthur.
- Camelot (1967) : elle n'apparaît pas, mais est citée comme étant la mère  de Mordred, qu'elle a eu de manière illégitime avec Arthur.